# Scaphoideus lacyi
Scaphoideus lacyi är en insektsart som beskrevs av Barnett 1977. Scaphoideus lacyi ingår i släktet Scaphoideus och familjen dvärgstritar. Inga underarter finns listade i Catalogue of Life.